# Penshurst Place

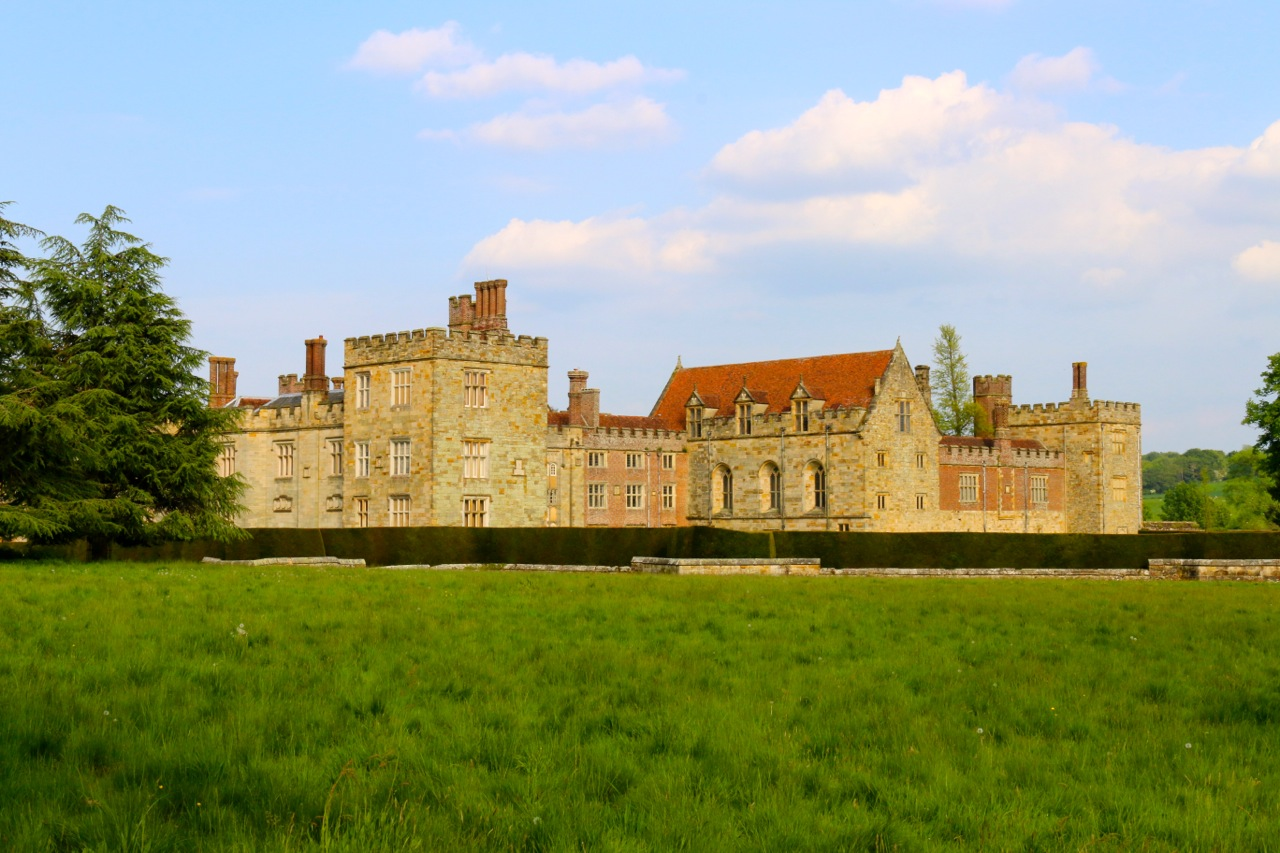
Penshurst Place Gesamtansicht

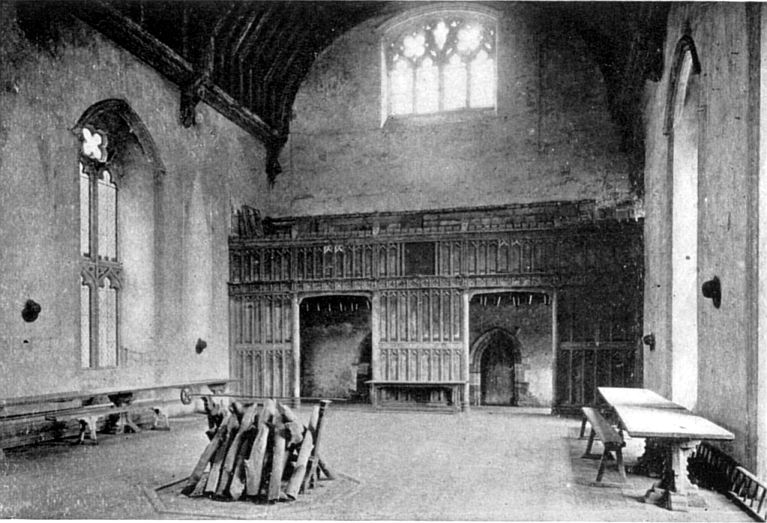
Rittersaal von Penshurst Place um 1915

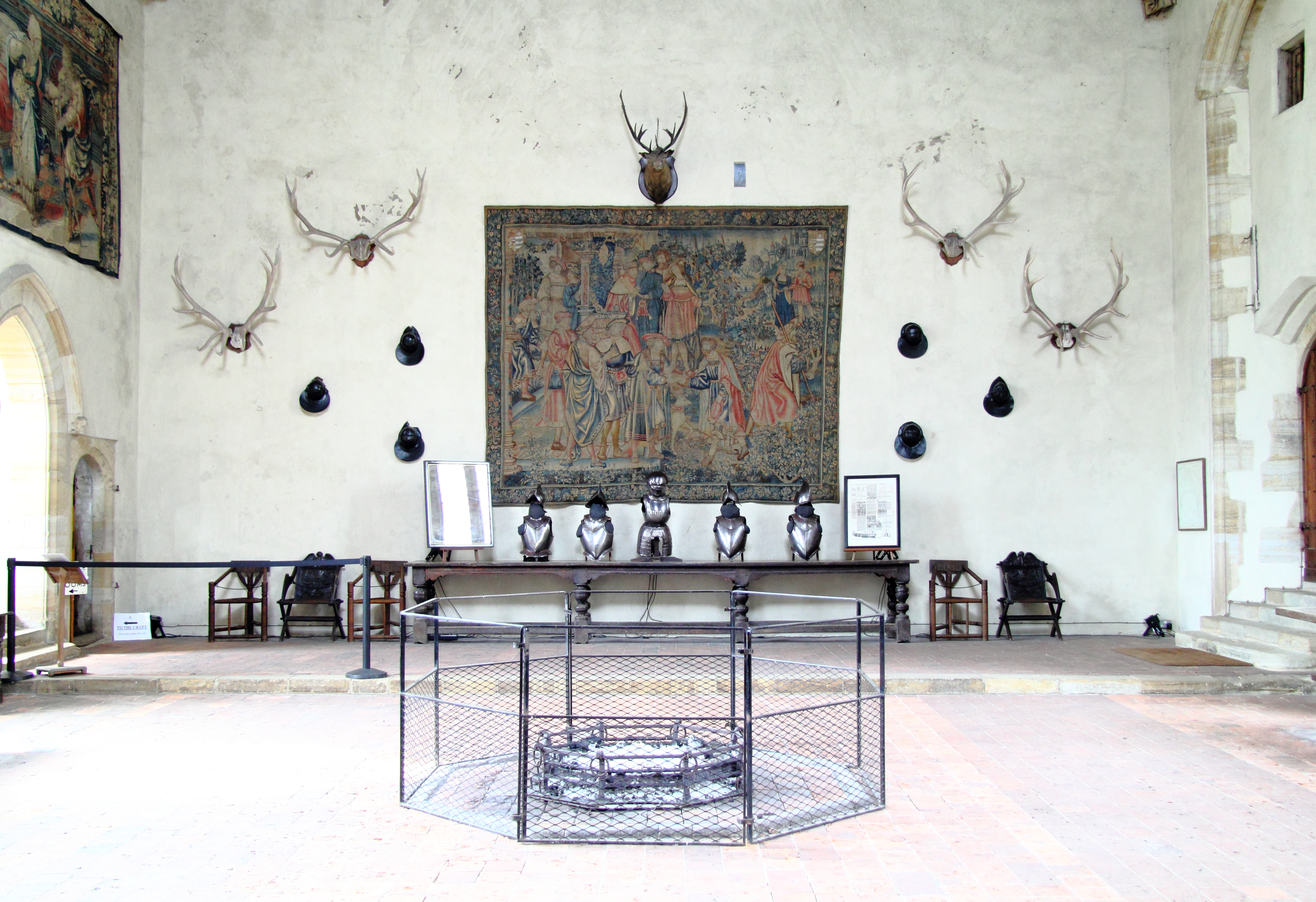
Rittersaal im Jahre 2022

Penshurst Place ist ein Herrenhaus bei Tonbridge in der englischen Grafschaft Kent, südöstlich von London. Dort wohnte früher die Familie Sidney und der große Dichter, Höfling und Soldat aus elisabethanischer Zeit, Sir Philip Sidney, wurde hier geboren. Das originale, mittelalterliche Haus ist eines der vollständigsten Beispiele von Wohnkultur des 14. Jahrhunderts in England, das bis heute erhalten ist. Teile des Hauses und die Gärten sind öffentlich zugänglich.

## Geschichte

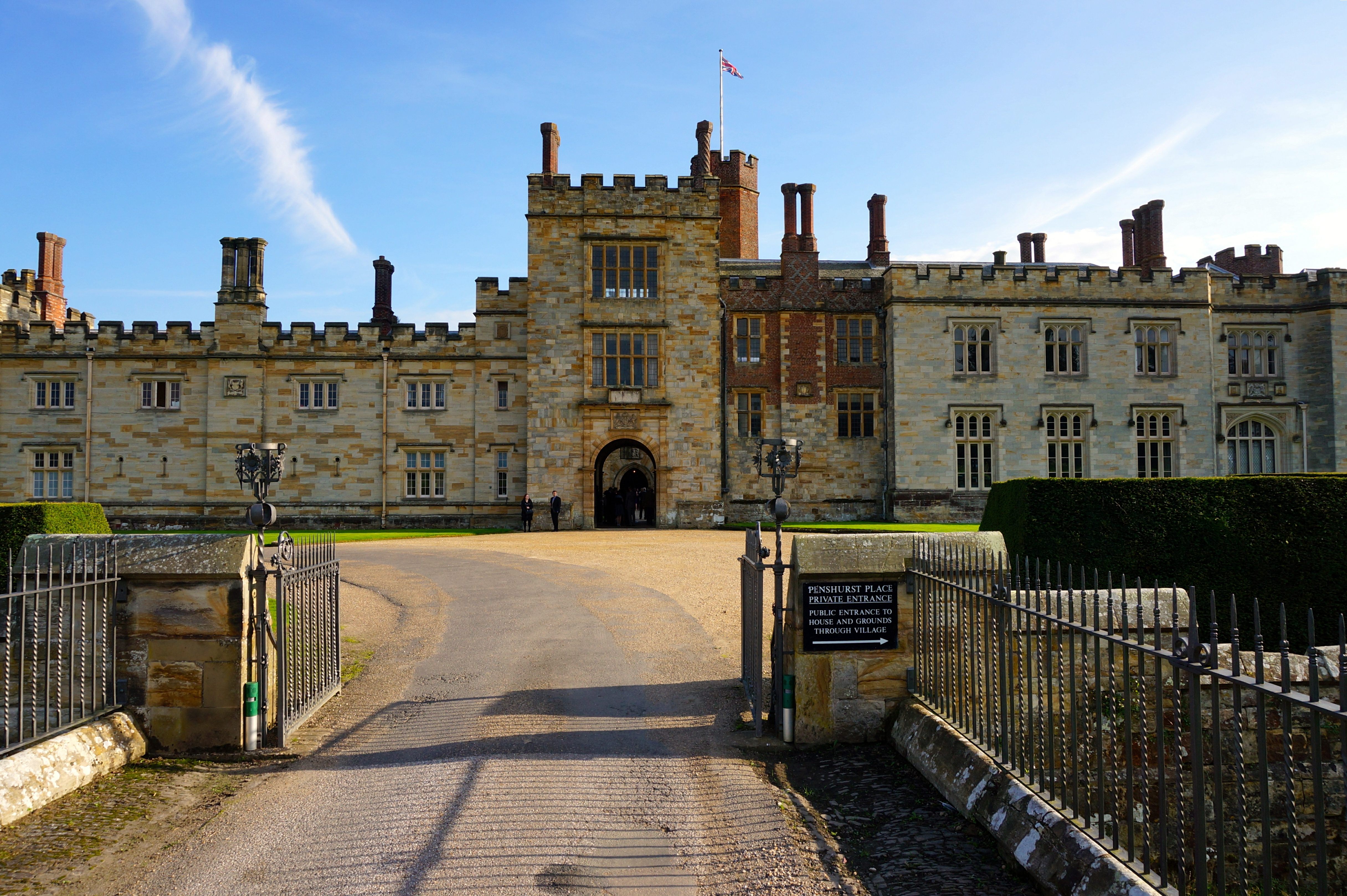
Privateingang zu Penshurst Place

Das ehemalige Dorf Penshurst lag innerhalb der Grundherrschaft dieses Namens; die Grundherrschaft taucht mal als Penecestre, mal als Penchester in den Schriften auf, ein Name, den Stephen de Pencestre, Lord Warden of the Cinque Ports, der die Grundherrschaft gegen Ende des 13. Jahrhunderts innehatte, annahm.
Das heutige Herrenhaus wurde 1341 für Sir John de Pulteney, einen Londoner Kaufmann und viermaligen Lord Mayor of London, der einen Landsitz in leicht mit dem Pferd zu erreichender Entfernung von London haben wollte, errichtet. Damals waren solche Häuser keine Burgen mehr: Es waren eher Wohnhäuser, die im Notfall verteidigt werden konnten. Als der dritte Sohn von König Heinrich IV., John of Lancaster, 1. Duke of Bedford, Penshurst Place bewohnte, wurde das zweite derartige Herrenhaus, Buckingham Building genannt, gebaut. Es war nach seinen späteren Eignern, den Dukes of Buckingham, benannt. Edward Stafford, 3. Duke of Buckingham, wurde 1521, nach einem rauschenden Fest in Penshurst Place, das der Herzog zu Ehren des Königs Heinrich VIII. ausgerichtet hatte, auf dessen Geheiß hingerichtet. Das Herrenhaus blieb dann für den Rest von Heinrichs Regentschaft in den Händen der Krone. Heinrich nutzte es nachweislich als Jagdschloss, das er mit seinem Höfling Brandon besuchte. Das Anwesen liegt ja nur einige Meilen von Hever Castle, wo Heinrichs zweite Gattin, Anne Boleyn, aufwuchs, entfernt.
Im Jahre 1550 gab Heinrichs Sohn, König Eduard VI., Herrenhaus und Anwesen Sir Ralph Fane, einem Unterstützer von Protector Somerset, zu Lehen, aber es wurde zwei Jahre später wieder aberkannt, nachdem Sir Ralph wegen Hochverrates hingerichtet worden war.

### Die Familie Sidney
Penshurst Place wurde 1552 erweitert, als Eduard VI. das Haus Sir William Sidney (1482–1554), der Höfling von Eduards Vater Heinrich VIII. war, zu Lehen gab. Sir Williams Sohn Henry (1529–1586) heiratete Lady Mary Dudley, deren Familie in die Affäre um Lady Jane Grey verwickelt wurde, wenn Henry selbst auch solchen Verwicklungen entkam. Er ließ weitere Wohnräume und den King's Tower an Penshurst Place anbauen und Gärten anlegen, die heute zu Englands ältesten Privatgärten zählen. Die Aufzeichnungen darüber gehen bis auf das Jahr 1346 zurück.
Philip Sidney (1554–1586), Henrys Sohn, wurde 1554 in Penshurst Place geboren. Der Dichter und Höfling lag in der Alten Paulskirche in London begraben; er war 25 Tage nach einer Schussverletzung verstorben, die ihm in der Schlacht von Zutphen zugefügt wurde, aber sein Grab wurde 1666 beim großen Brand von London zerstört.
Dann erbte Philips Bruder Robert Penshurst Place. In seiner Zeit ließ er dem Haus weitere Paradezimmer hinzufügen, z. B. eine beeindruckende „Lange Galerie“. Er hatte auch das Earldom of Leicester geerbt. Seine Nachkommen lebten sieben Generationen lang in dem Herrenhaus. Bis zum 19. Jahrhundert verfiel Penshurst Place zusehends, aber seine neuen Bewohner im Jahre 1818, Sir John Shelley-Sidney und sein Sohn Philip begannen mit einer Restaurierung. Der letztere wurde 1835 zum ersten Baron De L’Isle and Dudley ernannt. Der 6. Baron, William Sidney (1909–1991) war einer von nur zwei Menschen die sowohl das Victoria-Kreuz als auch den Hosenbandorden erhielten. Er wurde 1956 zum 1. Viscount De L’Isle gemacht. Ihm und seinem Sohn, dem 2. Viscount, ist der größte Teil der modernen Restaurierung von Penshurst Place zu verdanken, obwohl das Haus im Ersten Weltkrieg sehr vernachlässigt wurde. Heute sind ein Teil des Hauses und die Gärten öffentlich zugänglich.

## Ausstattung des Herrenhauses

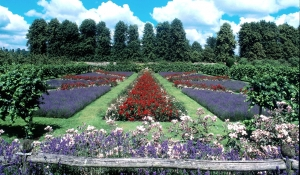
Flaggengarten in Penshurst Place

Im Haus findet man Zeugen seiner Verwendung über seine 670 Jahre lange Geschichte:
- Die Paradezimmer, die mit Sammlungen gefüllt sind, die Generationen der Familie Sidney angehäuft haben.
- Der „westliche Solar“, auch Paradespeisezimmer, ein Teil des mittelalterlichen Gebäudes, enthält Sammlungen von Familienporträts, Möbeln und feinem Porzellan.
- Der „Königin-Elisabeth-Raum“, benannt nach Elisabeth I., mit seiner Sammlung früher Polstermöbel.
- Der Bildwirkereiraum.
- Die lange Galerie, voll von Porträts der Familie und der Könige.
- Die untere Galerie mit einer Kollektion von Waffen und Rüstungen.
- Das Spielzeugmuseum zeigt Spielzeuge verschiedener Generationen der Familie Sidney, z. B. Puppen, Puppenhäuser, Teddybären, Zinnsoldaten, mechanische und andere Spielzeuge.
- Der Stuhl der Königin Victoria ist in einem der kleinsten Räume des Hauses ausgestellt. Königin Victoria saß bei ihrer Ernennung zur Kaiserin von Indien 1876 auf diesem grünen Stuhl.

## In Literatur, Film und Fernsehen
- Das Haus und seine Bewohner werden in Ben Jonsons Gedicht To Penshurst aus dem 17. Jahrhundert erwähnt.
- Der Rittersaal und andere Räume des Hauses dienten als Filmkulisse in der Fernsehserie Covington Cross von 1992.
- Der Saal der Barone diente als Filmkulisse für den Hollywood-Film Die Schwester der Königin von 2008.[2]
- Der Saal der Barone diente auch als Filmkulisse für Die Brautprinzessin.
- Der Saal der Barone diente als „Bankettsaal“ auch als Filmkulisse für frühe Episoden der BBC-Fernsehshow Merlin – Die neuen Abenteuer.[3]
- Ebenfalls wurde der Saal der Barone als Kulisse für die BBC-Version von William Shakespeares Theaterstück Heinrich V. genutzt.[4]
- Im Londoner Stadtviertel Chalk Farm gibt es einen Häuserblock namens „Penshurst“.